# Шаронов, Вячеслав Иванович
Вячеслав Иванович Шаронов — советский хозяйственный деятель.

## Биография
Родился в 1911 году в деревне Касимово. Член КПСС.
Окончил механический факультет Таганрогского института механизации.
В 1934—1951 гг. — инженер-конструктор и руководящий инженерный работник предприятия п/я № 52 Минсредмаша / завода «Новое Сормово».
В 1951—1971 гг. — заместитель главного конструктора Горьковского машиностроительного завода № 92 им. Сталина.
В 1971—1981 гг. — начальник подразделения Опытно-конструкторского бюро машиностроения им. И. И. Африкантова.
Лауреат Ленинской премии 1958 года и Государственной премии СССР 1974 года закрытыми Постановлениями Совета Министров и ЦК КПСС.
Умер в 1992 году в Нижнем Новгороде.

## Награды
- Орден Октябрьской Революции (26.04.1971)
- Орден Трудового Красного Знамени (08.12.1951)